# Guglielmo Longespée
Guglielmo Longespée (Guglielmo Spadalunga), III Conte di Salisbury (1167 circa – Salisbury, 7 marzo 1226) figlio illegittimo di Enrico II d'Inghilterra.

## Biografia
Guglielmo Longespée era il figlio illegittimo di Enrico II d'Inghilterra e, si ha ragione di credere, di Ida de Toesny. Il re lo riconobbe come proprio figlio e gli donò diversi possedimenti e, nel 1196, suo fratellastro Riccardo I d'Inghilterra lo fece sposare a Ela FitzPatrick, III contessa di Salisbury. Sotto il regno dell'altro fratellastro Giovanni d'Inghilterra ricoprì diversi incarichi importanti e divenne una presenza fissa della corte.
Nel 1212 partecipò al conflitto contro la Francia nel tentativo di riconquistare la Normandia, persa nel 1204; nonostante alcune vittorie, la guerra non volgeva a favore degli inglesi, tanto che Guglielmo stesso venne catturato dai francesi nel 1214, nella battaglia di Bouvines.  Al momento del suo rilascio, circa due mesi più tardi, in Inghilterra infuriava la rivolta dei baroni contro re Giovanni che si rifiutava di sottoscrivere la Magna Carta. Dapprincipio Guglielmo si schierò al suo fianco comandando le forze militari del re contro i ribelli, quando però anche il re di Francia Luigi VIII di Francia si alleò con i baroni anche Guglielmo abbandonò la causa reale.
Dopo la morte del re passò a servire suo figlio Enrico III d'Inghilterra combattendo per lui in Guascogna allo scopo di conservare quel che restava dei possedimenti continentali inglesi.
Nel 1225 Guglielmo fece naufragio mentre tornava dalla Guascogna, per mesi rimase in un convento situato sull'Isola di Ré e quando tornò finalmente in patria morì dopo pochi giorni il 7 marzo 1226 ed Ela esercitò le funzioni di Sceriffo del Wiltshire per i due anni seguenti. Allora si disse che era stato avvelenato: nel 1791 quando venne aperta la tomba si trovarono nel suo teschio tracce di arsenico che contribuirono ad avallare questa diceria.
Guglielmo è sepolto nella cattedrale di Salisbury.

## Discendenza
Guglielmo ed Ela ebbero diversi figli:
- Guglielmo II Longespée (circa 1209 - 7 febbraio 1250), morì combattendo in Terra santa a Mansura
- Petronella Longespée (circa 1209)
- Ida Longespée (circa 1210 - 1269)
- Riccardo Longespée (circa 1214), canonico a Salisbury
- Stefano Longespée (circa 1216 - Sutton 23 gennaio 1260), Siniscalco di Guascogna e Giustiziere d'Irlanda
- Nicola Longespée (circa 1218 - 18 maggio 1297, vescovo di Salisbury
- Isabella Longespée (circa 1219)
- Ela Longespée (morta il 9 febbraio 1298)